# Fundación de Roma

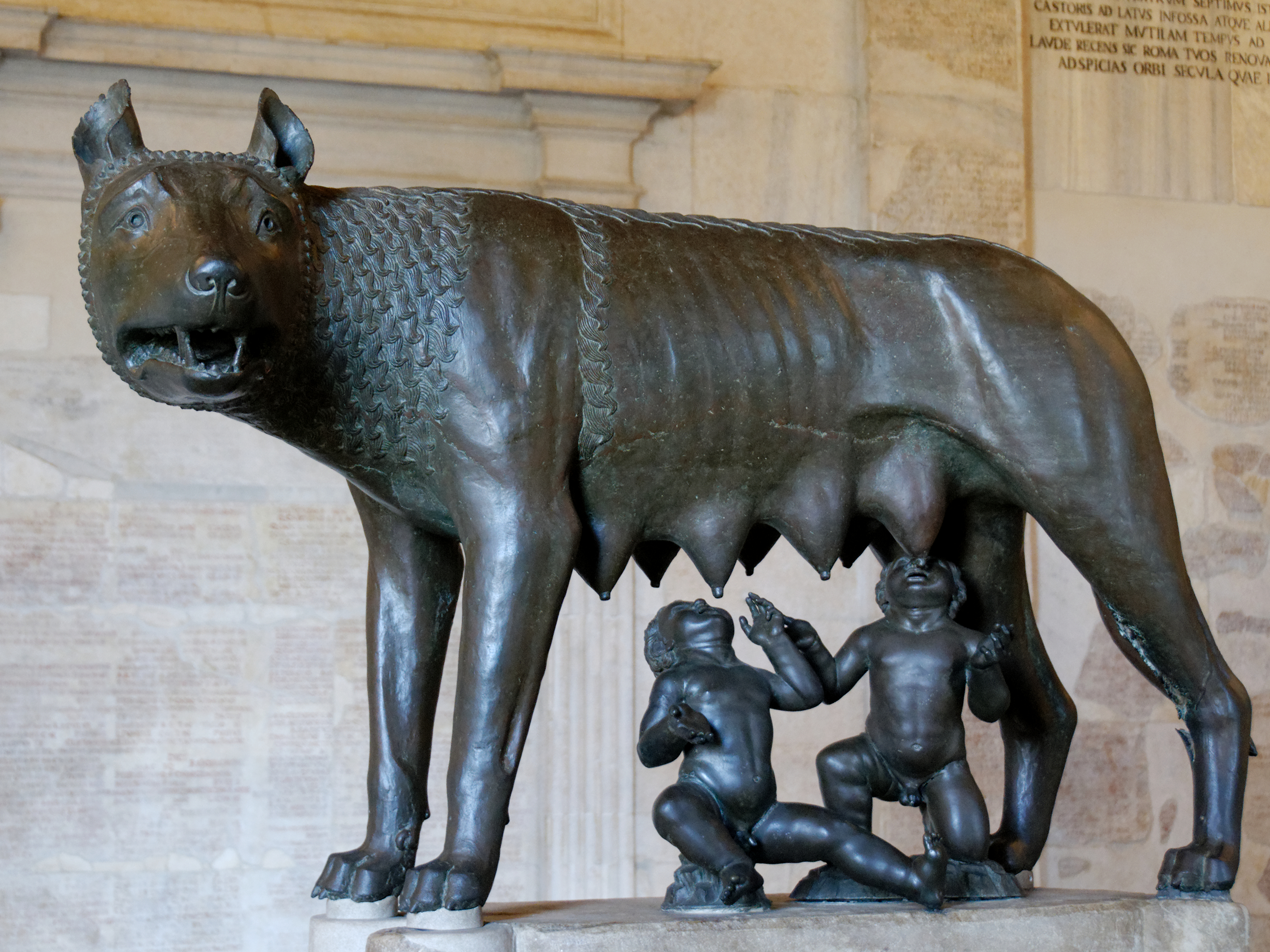
Luperca amamantando a los gemelos Rómulo y Remo, la leyenda más difundida acerca de la fundación de Roma.

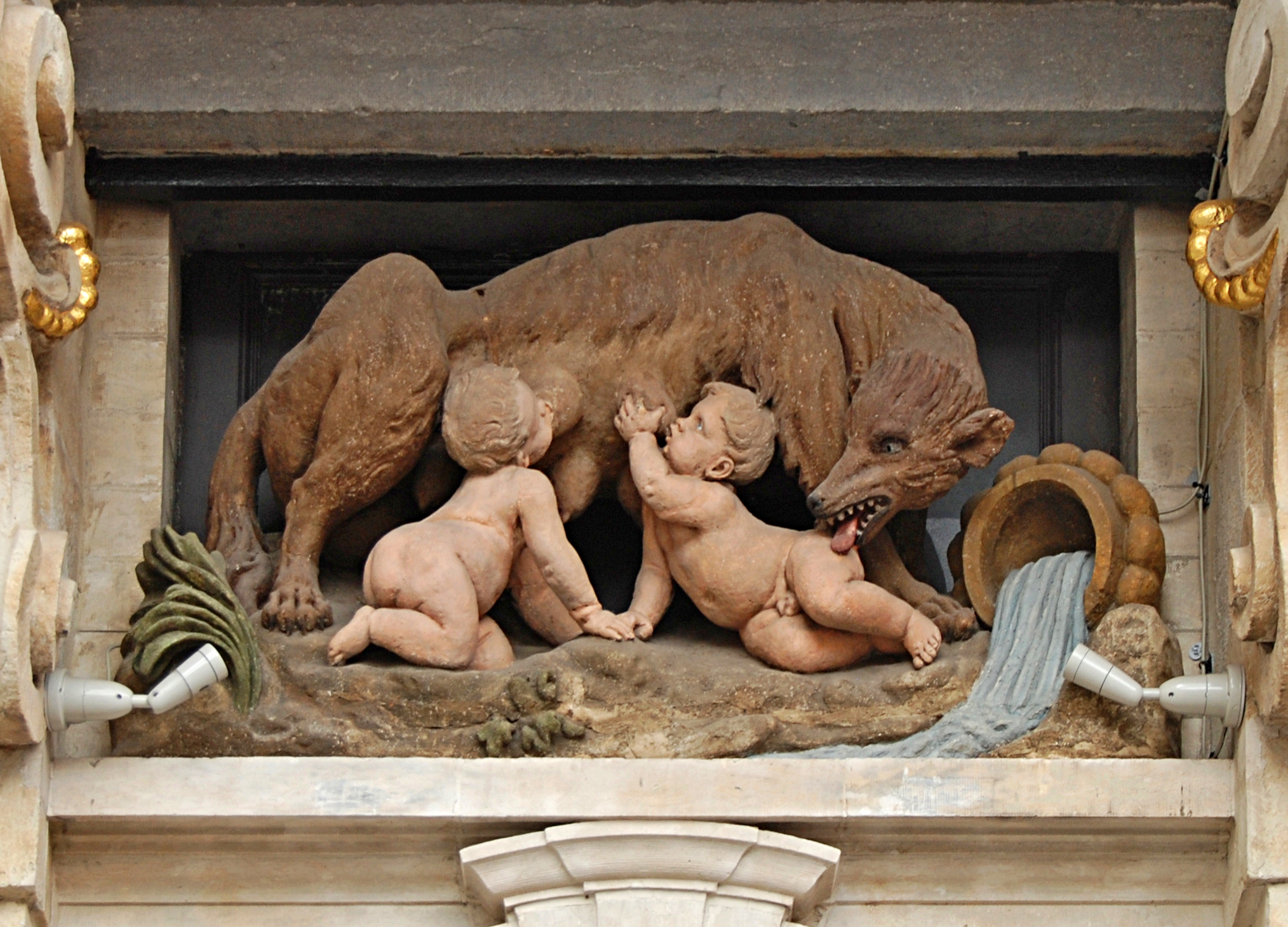
Rómulo y Remo en la Casa de la Loba en la Grand-Place de Bruselas.

La fundación de Roma aparece referida en varias leyendas, que fueron unificadas principalmente por la Eneida de Virgilio, reuniendo en una historia coherente distintas versiones de algunos ritos de iniciación de aquel lugar.

## Lacio e Italia central

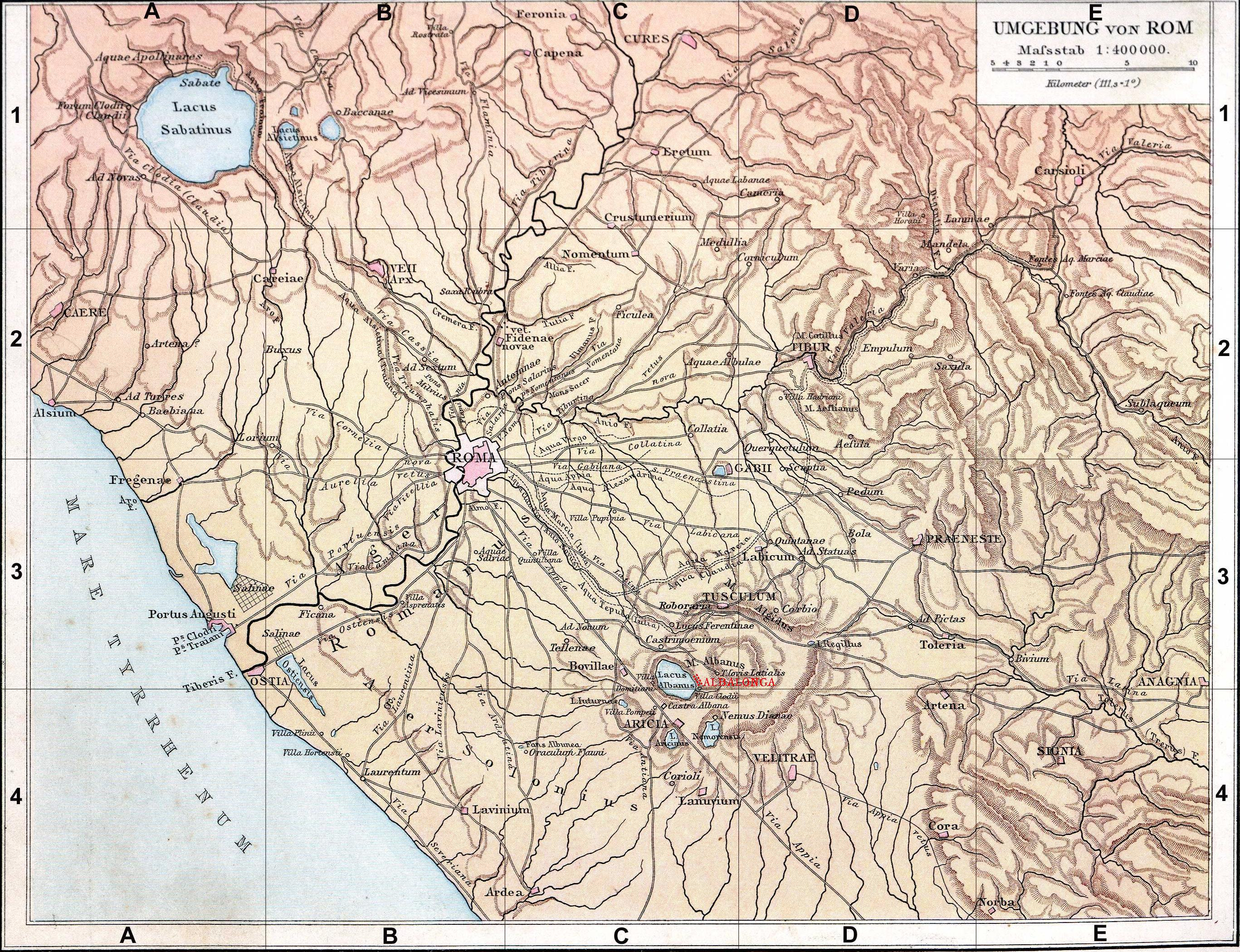
Mapa de Roma y la zona del lago Albano, antiguo sitio de Alba Longa.

Se supone, con cierta probabilidad, que entre los siglos siglo X a. C. y siglo VIII a. C., Italia central estaba poblada por los dos grupos principales en que se dividían los itálicos: los osco-umbros y los latinos. Latium Vetus (el antiguo territorio del Lacio) estaba poblado por etruscos, volscos, sabinos, ecuos, rútulos y ausonios. Vinieron de diferentes áreas de Italia central, incluyendo Toscana, Marcas y Liguria.
Entre ellos, los latinos desarrollaron una sociedad organizada que fue la principal fuente de la población romana. Los latinos originalmente se quedaron en los Colli Albani (los montes Albanos, en la moderna Castelli), a unos 30 u 80 km al sudeste del monte Capitolino. Luego bajaron hacia los valles, los cuales ofrecían mejores tierras para la agricultura y la ganadería.
Las zonas inmediatas al río eran muy favorables y además ofrecían recursos estratégicos notables: el río formaba una frontera natural por un lado, mientras los montes daban un resguardo defensivo del otro. Esta posición también daba a los latinos control sobre el río, y su posible tráfico comercial y militar, desde el natural punto de observación en la isla Tiberina, la isla situada frente al actual Trastevere. Asimismo se podía controlar el tráfico terrestre, ya que Roma se hallaba en la intersección de los principales caminos al mar desde Sabinia, al sureste, y Etruria, al noroeste.
Se supone que el desarrollo del asentamiento comenzó con diferentes poblaciones separadas (borgate), situadas en los montes, las cuales se unieron para formar Roma. Estudios recientes sugieren que el monte Quirinal fue muy importante en los tiempos antiguos. Sin embargo, el primer monte en ser habitado parece haber sido el Palatino (lo que confirmaría la leyenda), que está en el centro de la Roma antigua. Sus tres crestas (los montes menores Cermalo o Germalo, Palatium y Velia) se unieron con las tres cimas del Esquilino (Cispio, Fagutal y Opio), y luego los pueblos sobre el monte Celio y la Subura, entre los montes de Rione Moderna, Monti y Opio. Posteriormente, la ciudad creció hasta abarcar también los montes Aventino, Capitolino, Quirinal y Viminal.
Estos montes tenían nombres expresivos: el monte Celio también era llamado Querquetulanus, debido a los robles (quercus), mientras que el Fagutal (Fagutalis) estaba poblado por bosques de hayas (fagus) y el Viminal (Viminalis) por el mimbre (vimen) de los sauces. Descubrimientos recientes revelan que el Germalus, sobre la parte norte del Palatium, era el sitio de una población del siglo IX a. C. con viviendas circulares o elípticas. Estaba protegida por una cerca de tapial (quizá reforzada con madera), y es probable que este lugar fuera donde verdaderamente se fundó Roma.
El territorio de esta federación llamada pomerium encerraba a la llamada Roma Quadrata (cuadrada). Ésta sería extendida con la inclusión del monte Capitolino y la isla Tiberina ya cuando Roma se convertía en un oppidum, un pueblo fortificado. El Esquilino todavía era una población satélite. Este sería incluido con las expansiones servias.
Las celebraciones del septimontium ("de los siete montes"), el 11 de diciembre, en aquel entonces eran consideradas en relación a la fundación de la ciudad. Sin embargo, como el 21 de abril es la única fecha en las que todas las leyendas se ponen de acuerdo, recientemente se ha argumentado que probablemente el septimontium celebraba más bien las primeras federaciones entre los poblados de los montes romanos; de hecho, una federación similar era celebrada por los latinos en Cave, un pueblito al sudeste romano, o en el Monte Cavo en Castelli.

## Fundación según la leyenda

### Eneas, Ascanio y Alba Longa

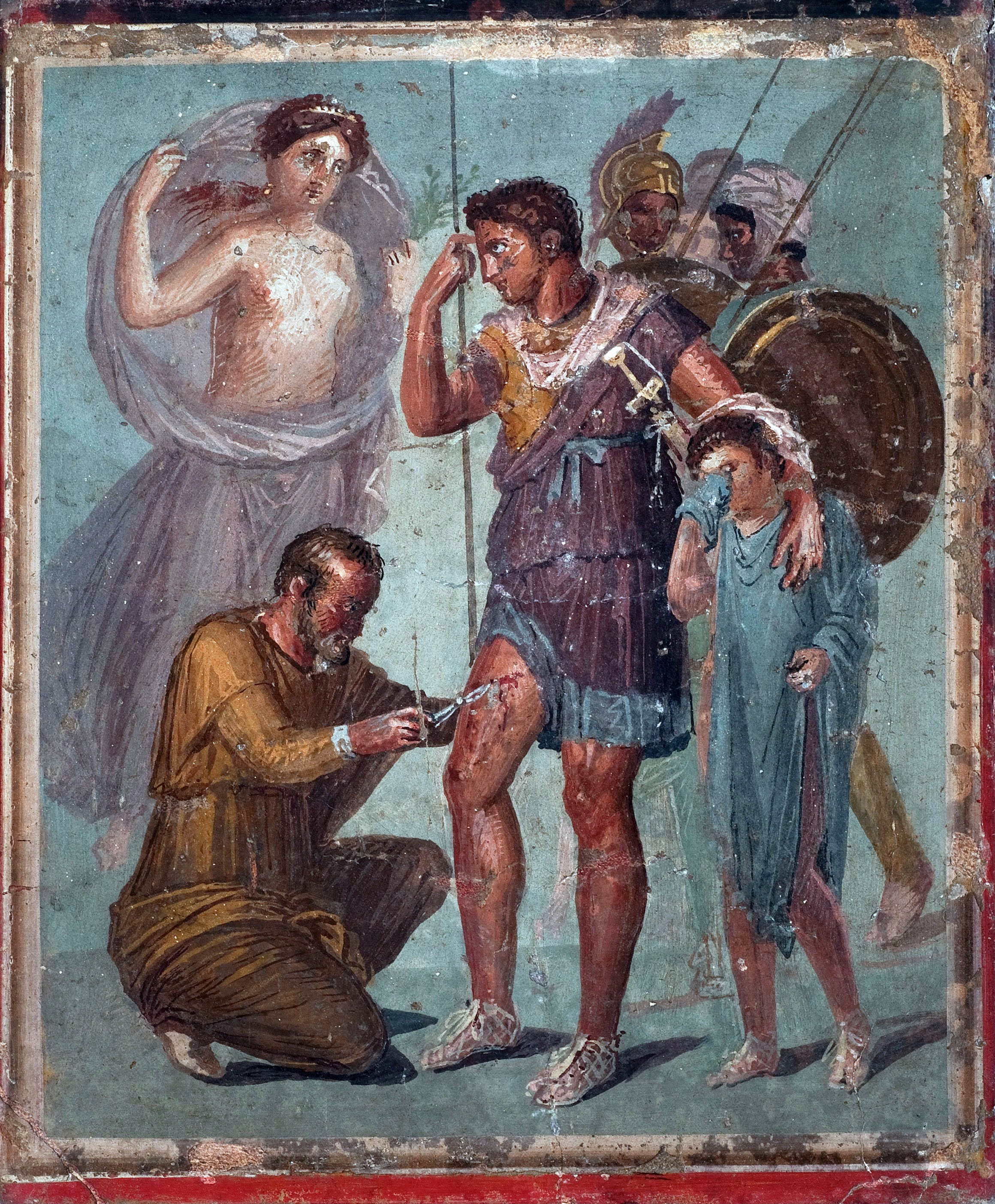
Eneas, el médico Iapige, Ascanio y Venus, Pompeya.

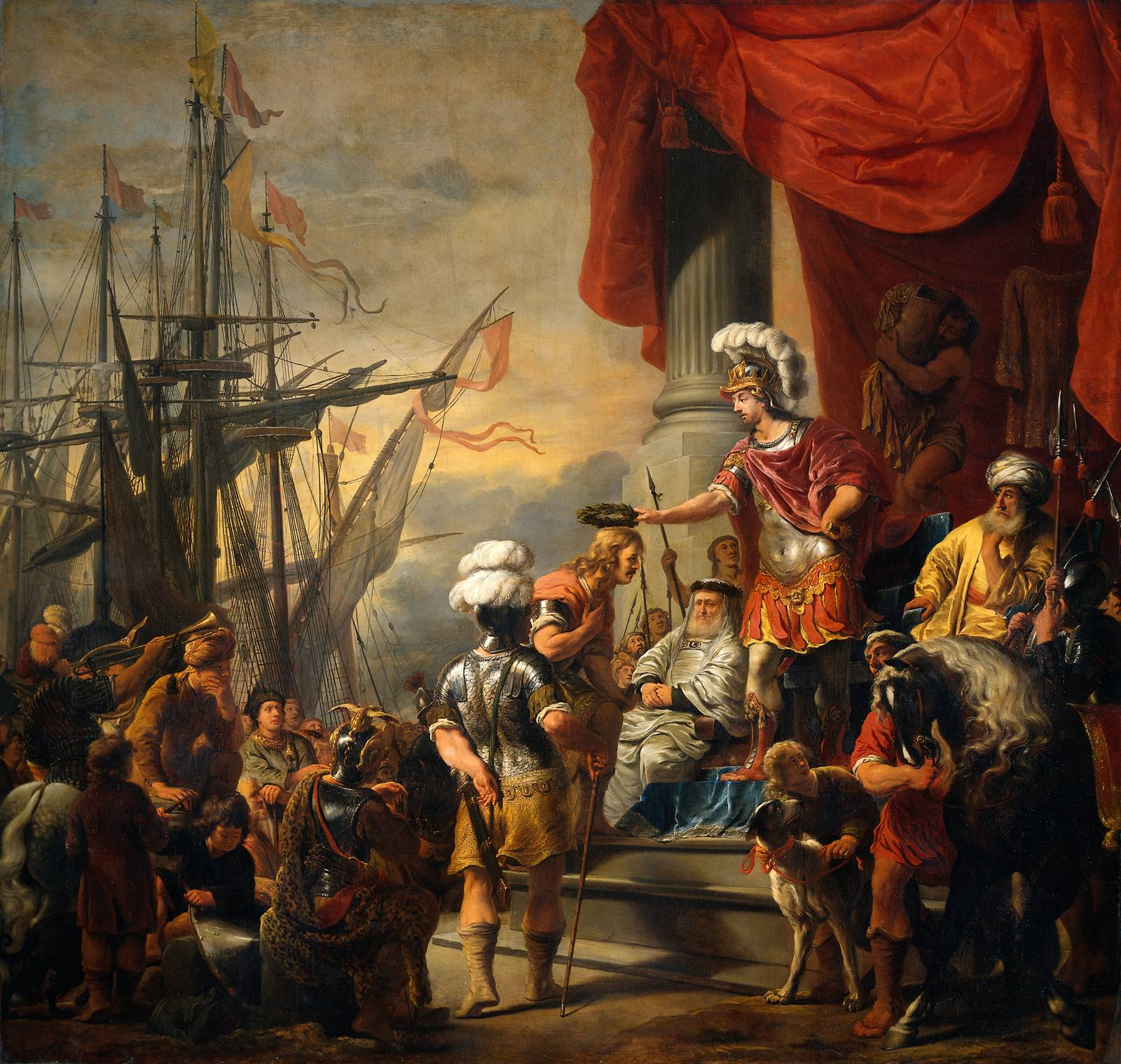
Eneas en la corte del rey Latino, óleo de Ferdinand Bol, 1661-1663 ca, Ámsterdam, Rijksmuseum.

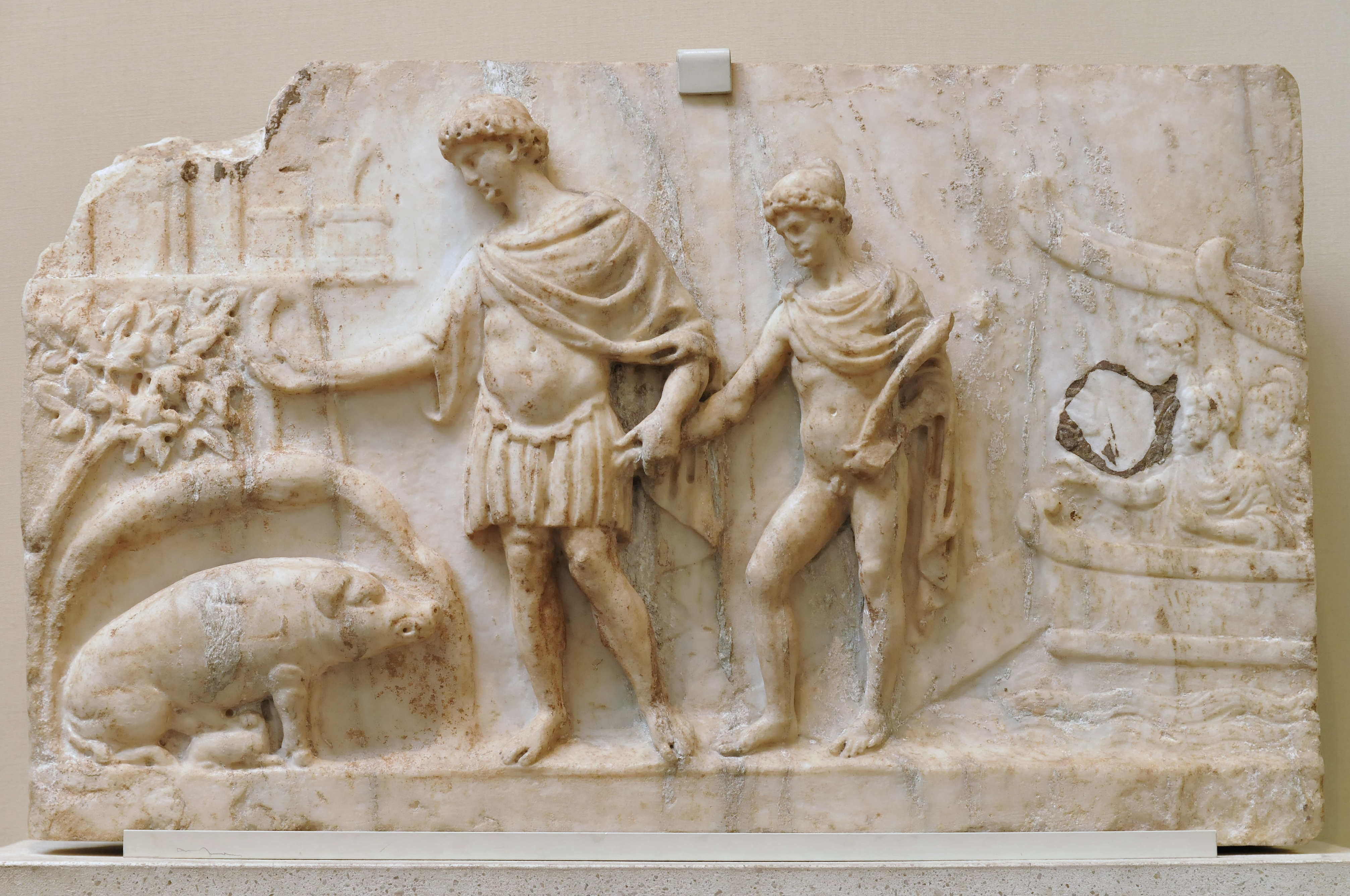
Eneas y Iulio observan la cerda blanca, donde se fundará Roma.

La leyenda sobre la fundación romana tiende a relacionar al naciente pueblo con las entidades más eminentes de su época, para poder "demostrar" que su gran éxito depende también de su origen especial, o para completar su reputación con referencias de primera clase. Sin embargo, esta historia es una historia completa, y la tradición romana entera está basada en ella. Hay varias versiones de esta leyenda; la siguiente se considera comúnmente como la principal:
Con el héroe semidiós Eneas al mando, los derrotados troyanos sobrevivientes cruzaron el mar Mediterráneo para alcanzar las costas del Lacio. Llegaron a una área probablemente entre el moderno Anzio y Fiumicino, al sudoeste de Roma. Más comúnmente se supone que arribaron a Laurentum (o Laurento); otras versiones dicen que arribaron a Lavinium, un lugar nombrado por Lavinia, la hija del rey Latino.
Latino, sabio rey de los latinos, los hospedó, dejando que reorganizaran su vida en el Lacio. Su hija Lavinia había sido prometida a Turno, el rey de los Rutuli, pero Latino prefirió ofrecerla a Eneas; Turno consecuentemente le declaró la guerra. El resultado fue la muerte de Turno y la captura de su gente. Ascanio, también conocido como Iulos, hijo de Eneas, fundó Alba Longa y fue el primero en una larga serie de reyes, entre quienes los mejor conocidos son Procas y sus hijos Numitor y Amulio. Según Dionisio de Halicarnaso, los reyes de Alba Longa fueron el nexo directo que unía a Ascanio y Rómulo, el fundador de Roma.
El dios Marte iba paseando por la orilla de un río de la ciudad Alba Longa, allí vio a una mujer dormida en la orilla y quedó enamorado en el instante. Tuvieron dos hijos llamados Rómulo y Remo. Una vez nacidos los hijos de Rea Silvia (última descendiente directa de Eneas), los padres de los gemelos los metieron en una canasta y fueron transportados por el río y llegaron a las orillas de un lugar. Allí fueron salvados por una loba llamada Luperca que los amamantó. Cerca vivía un pastor llamado Fáustulo y su esposa Aca Larentia. El pastor encontró a los bebés, los llevó a su casa y los adoptó. Cuando se hicieron adultos, los hermanos fueron informados de su historia, y el pastor les dijo que no los habían tenido, así que regresaron a Alba Longa, mataron a Amulio y liberaron a su abuelo Numitor, devolviéndolo al trono.
Rómulo y Remo se propusieron edificar una nueva ciudad en el mismo lugar en el que fueron encontrados por la loba. Decidieron que uno construiría el pueblo mientras que el otro ayudaría. Así que empezaron a preguntar a los dioses para informarse de quién iría a dirigirla. Rómulo fue a la cima del monte Palatino y tiró su lanza en el monte para encontrar el lugar. La lanza se convirtió en el Corniolus, el árbol sagrado de Roma.

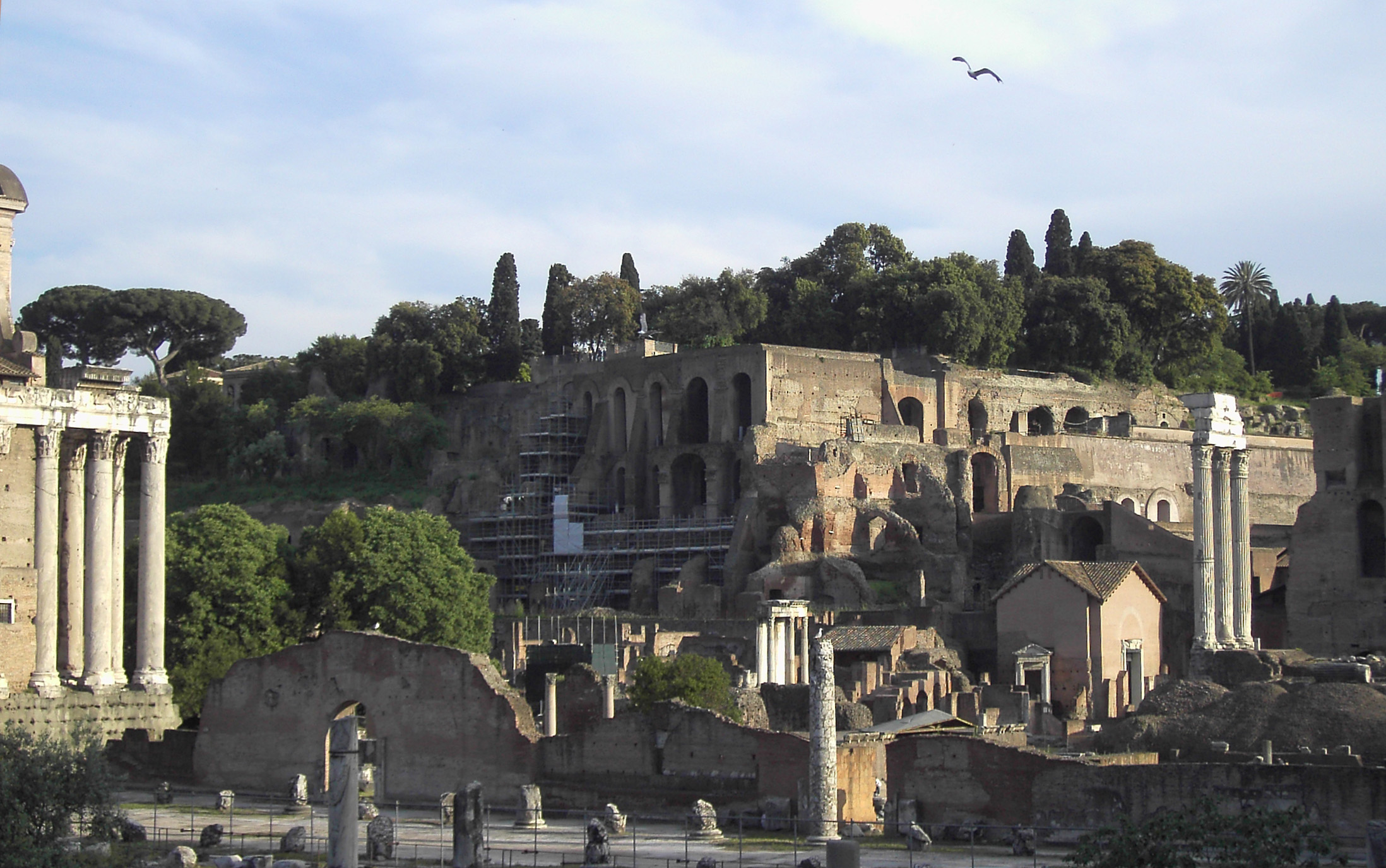
El Palatino desde Foro Romano.

Rómulo se fue a la cima del monte Palatino; Remo a la cima del Aventino. Rómulo se convenció de que él había sido seleccionado por los dioses, ya que recibió el augurio que volaba sobre él fueron un círculo de aves, así que tiró su lanza en el monte para encontrar el lugar; cuando estaba en la tierra, la lanza (la cual era de madera) inmediatamente se convirtió en el Corniolus, el árbol sagrado de Roma.
Para la fundación siguieron los ritos tradicionales de su época para fundar ciudades. Con la ayuda de una vaca y un toro blanco, usó un arado para trazar la cerca de la ciudad. Remo saltó sobre el surco, violando la muralla, lo cual era una especie de sacrilegio, que fue la primera pena capital del homo sacer (que era el castigo por pasar), pues la muralla se trazaba desde el primer momento para ser inviolable. Y de acuerdo con la tradición, Rómulo lo mató a espada, para que los dioses no permitieran que en el futuro la muralla fuese violada de nuevo.
Rómulo fue el primer rey romano, y reinó hasta que desapareció durante una tormenta, llevado por su padre Marte.

## Adaptación de la leyenda
Mientras que el cuerpo principal de la leyenda ha permanecido más o menos el mismo desde su creación, algunos detalles han cambiado, principalmente para juntar las versiones ligeramente divergentes y corregir varios puntos en cuanto a tiempo y geografía. También las antiguas leyendas locales poco a poco fueron elaboradas para alcanzar armonía con la historia principal. El efecto de estas intervenciones sobre la leyenda son considerablemente evidentes.

### Eneas, fundador de Roma

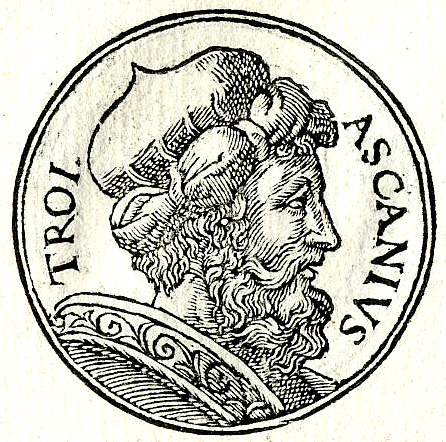
Ascanius, de Promptuarii Iconum Insigniorum.

Una de las más tempranas versiones (del siglo V a. C.) es la del griego Helánico de Lesbos, y generalmente es reportada junto con la versión de Damastes de Sigeo. En esta versión, el fundador del pueblo fue Eneas. Estas versiones sobrevivieron hasta el 509 a. C. (año considerado en el que comienza la República romana), cuando fue percatado que, como habían existido 7 reyes romanos y Rómulo fue el primero, existía un hueco entre el siglo VIII de los primeros reyes y el siglo XII de la caída de Troya. Así que, como Rómulo no podía ser hijo de Iulo, sólo quedaba como un distante descendiente. El tiempo entre Iulo y Rómulo fue "llenado" con la serie de los reyes de Alba Longa. Eneas pudiera haber llegado a las costas del Lacio durante el reinado de Latino (rey de los latinos), para poder llegar a un acuerdo con las leyendas locales. Entonces Marte tenía que ser añadido para poder honrarlo, así que Rómulo se volvió un descendiente (por parte de padre) de Marte, mientras que por parte materna Rea Silvia estaba conectada con Eneas mediante la dinastía de Alba Longa. La condena de los hijos de Rea Silvia es sólo una de las varias recolecciones de leyes divinas, de la religión que tan profundamente entró en la vida romana.

### Evandro, fundador de Roma

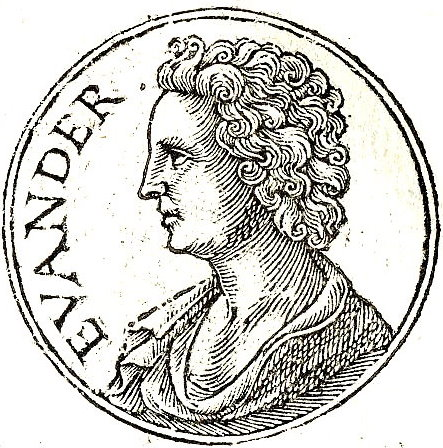
Evandro, Promptuarii Iconum Insigniorum.

Entre los itálicos, como el relato en la Teogonía de Hesíodo, los dos hermanos Agrio y Latino eran los hijos de Telégono, hijo de Ulises y la bruja Circe, a la cual se le dedica el monte Circeo, ubicado al sur del Lacio, donde se celebraba un culto en su honor y estaba su cueva.
Entre los latinos, se dijo que Saturno había sido reemplazado por su hijo Jove, así que bajó a la Tierra y se mezcló con los latinos. Después, Evandro condujo a su pueblo desde Grecia hasta el Lacio, donde edificó la ciudad de Palanteo, que estaba situada sobre una colina que posteriormente se denominó monte Palatino. Luego Hércules llegó a liberar estas tierras de la amenaza del gigante Cacus. Finalmente Eneas llegó de Troya, después de varias aventuras y fundó Roma. Notablemente en esta versión los latinos no fueron creados o asistidos por los dioses, sino que el pueblo fue fundado por Eneas en presencia de estas "autoridades".

## La fecha de la fundación de Roma
Durante la República romana, varias fechas fueron dadas para la fundación de la ciudad, todas en el intervalo entre 758 a. C. y 728 a. C. Finalmente, bajo el Imperio romano la fecha sugerida por Ático y Varrón (753 a. C.) fue acordada, pero en los fasti capitolini el año dado fue el 752. Aunque los años variaban, todas las versiones estaban de acuerdo en que la ciudad fue fundada el 21 de abril, un día santo dedicado al sagrado culto de Pales, diosa de los pastores; en su honor, Roma celebraba el parritta (o palilia).
Descubrimientos recientes en la Colina Capitolina en Roma han brindado la fecha de la fundación de Roma. El más destacado entre estos es una serie de fortificaciones defensivas en la vertiente norte de la Colina Capitolina que pueden datarse a mediados del siglo VIII a. C., cuando la leyenda dice que Rómulo labró un surco (sulcus) alrededor de la Colina Capitolina para delimitar el perímetro (pomerium) de su nueva ciudad. Los restos de la muralla y demás evidencias como ésta han sido descubiertas por las excavaciones de Andrea Carandini.

## El nombre de Roma
El nombre del pueblo se considera generalmente que se refiere a Rómulo, pero hay otras hipótesis. Una de ellas se refiere a Roma, que sería la hija de Eneas o Evandro. También puede rastrearse un origen etrusco, que apuntaría a la gens etrusca Ruma, o a Rumon, nombre etrusco del río Tíber. Estudios recientes parecen dar preferencia a una raíz de origen indoeuropeo con significado de "río"; Roma en ese caso significaría "el pueblo sobre el río".
Roma es también llamada "urbe", y este nombre, que después en latín significaría genéricamente cualquier otro pueblo, proviene de "urvus", surco realizado con un arado, aquí, por el de Rómulo.
Sobre el monte Capitolino, el 21 de abril de cada año, una campana especial llamada la patarina suena al mediodía del Campidoglio para conmemorar la fundación de Roma. En esa ocasión, el famoso cañón de Gianicolo permanece silencioso, el único día del año en que no suena.